# Alojz Bogataj
Alojz Bogataj, slovenski častnik in veteran vojne za Slovenijo.

## Vojaška kariera
- načelnik učnega oddelka RŠTO (1991)

## Odlikovanja in priznanja
- red generala Maistra 3. stopnje (16. maj 1993)
- zlata medalja generala Maistra z meči (31. januar 1992)
- spominski znak Obranili domovino 1991